# Richard Peduzzi
Richard Peduzzi, né le 28 janvier 1943  à Argentan, est un scénographe, peintre, designer et créateur de mobilier français. Il a été directeur de l'École nationale supérieure des arts décoratifs et de l'Académie de France à Rome.

## Biographie et créations
Richard Peduzzi étudie à l'Académie de dessin de la rue Malebranche, à Paris. Il est l'élève du sculpteur Charles Auffret, puis il se destine à la peinture.

### Décors de théâtre
En 1965, il abandonne la peinture de chevalet et choisit le décor de théâtre comme moyen de peindre.
En 1968, il travaille avec Patrice Chéreau pour la mise en scène du Dom Juan de Molière. Peduzzi réalise depuis 1969 les décors de la plupart des mises en scène et des films de Chéreau. 
Plusieurs créations de Bernard-Marie Koltès au Théâtre des Amandiers de Nanterre entre 1982 et 1989 comme en 1983,Combat de nègre et de chiens.
Il travaille sur le centenaire de la tétralogie L'Anneau du Nibelung (en allemand Der Ring des Nibelungen) de Richard Wagner au Festival de Bayreuth sous la direction musicale de Pierre Boulez entre 1976 et 1980, à l'Opéra Garnier, sur Les Contes d'Hoffmann de Jacques Offenbach, en 1974, et Lulu d'Alban Berg pour la création mondiale de la version complétée en 1979, à la Scala de Milan, sur Tristan und Isolde de Richard Wagner en décembre 2007 et au cinéma, sur La Chair de l'orchidée (1974), L'Homme blessé (1983), La Reine Margot (1994) et Ceux qui m'aiment prendront le train (1998).

### Architecture
Peduzzi produit également du mobilier pour le Mobilier national. Il s'inspire de Mies van der Rohe et Paul Klee. À partir de 1990 et 1991 il participe également à la restauration, l’architecture intérieure et la muséographie de la bibliothèque de l'Opéra Garnier, théâtre dont il avait réalisé entre 1984 et 1986 la maquette conservée au musée d'Orsay, et à la scénographie du pavillon français à l’Exposition universelle de Séville. Il est chargé de l’architecture intérieure et de la scénographie muséographique des musées du Louvre et d'Orsay. 

### Direction
Richard Peduzzi est directeur de l'École nationale supérieure des arts décoratifs de Paris de 1990 à 2002, puis de l’Académie de France à Rome de septembre 2002 à août 2008.

## LeRingde Bayreuth
Pour les représentations du centenaire de la tétralogie de Richard Wagner au Festival de Bayreuth, en 1976, Wolfgang Wagner fait appel à Pierre Boulez, Patrice Chéreau, Richard Peduzzi et Jacques Schmidt. Le Ring est représenté chaque été pendant cinq ans avec de légères modifications dans la scénographie. Alors que les décors de Peduzzi ont suscité un grand scandale la première année, les représentations de 1980 ont donné lieu à l'une des plus longues ovations de tous les temps au théâtre. 
À propos de la scénographie du Ring à Bayreuth, le dramaturge François Regnault parle du « plus beau décor du monde ». Le rocher des Walkyries inspiré par L'île des Morts d'Arnold Böcklin : une « espèce de blockhaus au milieu des eaux moirées, immense enceinte de rochers, taillés et non taillés » que Peduzzi aurait transformé en « théâtre de pierre ».
Le philosophe Michel Foucault décrit ainsi les décors de Peduzzi : « de grandes architectures immobiles, des rochers droits comme des ruines éternelles, des roues géantes que rien ne saurait faire tourner. Mais les roues sont logées au cœur des forêts, deux têtes d'angelot sont sculptées dans le rocher, et un chapiteau dorique, imperturbable, se retrouve sur ces murs du Walhalla, au-dessus du lit de feu de la Walkyrie, ou dans le palais des Gibichungen, auquel il donne tantôt l'allure d'un port au crépuscule, peint par Claude Lorrain, tantôt le style des palais néoclassiques de la bourgeoisie wilhelminienne. »

## Distinctions
- César 1976 : nomination au César des meilleurs décors pour La Chair de l'orchidée
- Prix du syndicat de la critique 1988 : meilleur créateur d'élément scénique pour Le Conte d'hiver
- Chevalier de la Légion d'Honneur en 1995
- César 1995 : nomination au César des meilleurs décors pour La Reine Margot
- César 1999 : nomination au César des meilleurs décors pour Ceux qui m'aiment prendront le train
- Molières 2011 : Molière du décorateur scénographe pour Rêve d'automne